# Wyścig marzeń
Wyścig marzeń (ang. Dreamer) – amerykański film fabularny z 2005 roku w reżyserii Johna Gatinsa, wyprodukowany przez wytwórnię DreamWorks Pictures. Główne role w filmie zagrali Kurt Russell, Dakota Fanning, Elisabeth Shue i Kris Kristofferson.
Premiera filmu odbyła się 10 września 2005 podczas 30. Międzynarodowego Festiwalu Filmowego w Toronto. Miesiąc później, 21 października, obraz trafił do kin na terenie Stanów Zjednoczonych.

## Fabuła
Benjamin "Ben" Crane (Kurt Russell) to utalentowany trener koni wyścigowych. Gdy klacz wyścigowa Sonya łamie podczas gonitwy nogę, jej właściciel obarcza winą Bena i zwalnia go z pracy. Zamiast odprawy mężczyzna otrzymuje Sonyę. Razem ze swoją córką Cale (Dakota Fanning) postanawia przygotować klacz do startu w gonitwie i doprowadzić do zwycięstwa w prestiżowym wyścigu.

## Obsada
- Kurt Russell jako Benjamin "Ben" Crane
- Dakota Fanning jako Cale Crane
- Kris Kristofferson jako Pop Crane
- Elisabeth Shue jako Lillian "Lilly" Crane
- David Morse jako Everett Palmer
- Freddy Rodríguez jako Manolin Vallarta
- Luis Guzmán jako Balon
- Oded Fehr jako książę Sadir
- Ken Howard jako William "Bill" Ford
- Holmes Osborne jako Doc Fleming

## Odbiór

### Krytyka
Film Wyścig marzeń spotkał się z mieszaną reakcją krytyków. W serwisie Rotten Tomatoes 64% ze stu siedemnastu recenzji filmu jest pozytywne (średnia ocen wyniosła 6,2 na 10). Na portalu Metacritic średnia ocen z 28 recenzji wyniosła 59 punktów na 100.